# IK Hermes
IK Hermes var en idrottsklubb i Stockholm bildad i Klarakvarteren. Klubben var under 1930- och 40-talen framgångsrik inom ishockey och spelade semifinal i svenska mästerskapet säsongerna 1932 och 1935.

## Säsonger
| Säsong    | Division       | Placering | Upp/ner     | SM                                                    |
| --------- | -------------- | --------- | ----------- | ----------------------------------------------------- |
| 1924      | Klass III      | 6         |             |                                                       |
| 1925      | Klass II B     | [ a ]     |             |                                                       |
| 1926      | Klass II B     | 3         |             |                                                       |
| 1927      | Klass II       | 6         |             |                                                       |
| 1927/1928 | Klass II       | 3         |             |                                                       |
| 1928/1929 | Klass II       | 5         |             |                                                       |
| 1929/1930 | Klass II       | 1         | uppflyttade | SM: Utslagna i första kvalomgången av Matteuspojkarna |
| 1930/1931 | Klass I        | 1         | uppflyttade |                                                       |
| 1931/1932 | Elitserien     | 6         |             | SM: Utslagna i semifinalen av Hammarby                |
| 1932/1933 | Elitserien     | 8         | nerflyttade | SM: Utslagna i andra omgången av Södertälje SK        |
| 1933/1934 | Klass I        | 2         | uppflyttade | SM: Utslagna i första omgången av Matteuspojkarna     |
| 1934/1935 | Elitserien     | 5         |             | SM: Utslagna i andra omgången av AIK                  |
| 1935/1936 | Svenska serien | 7         | nerflyttade | SM: Utslagna i semifinalen av Hammarby                |
| 1936/1937 | Klass I        | 3         |             | SM: Utslagna i tredje omgången av AIK                 |
| 1937/1938 | Klass I        | 3         |             | SM: Utslagna i andra omgången av Södertälje IF        |
| 1938/1939 | Klass I        | 1         |             |                                                       |
| 1939/1940 | Klass I        | 2         | uppflyttade | SM: Utslagna i kvartsfinalen av AIK                   |
| 1940/1941 | Svenska serien | 6         |             | SM: Utslagna i första omgången av Karlberg            |
| 1941/1942 | Svenska serien | 8         | nerflyttade | SM: Utslagna i andra omgången av Hammarby             |

1. ↑  Inställt p.g.a. milt väder.

Efter nerflyttning 1942 valde man att lägga ner ishockeyverksamheten. Data till tabellen ovan är hämtade från Elite Prospects. Mer detaljer och ytterligare källor finns i säsongsartiklade länkade från kolumn 2 och 5.